# Jan Piasecki (malarz)
Jan Piasecki (ur. 8 lutego 1905 w Poznaniu, zm. 1973) – polski projektant witraży, malarz, scenograf i wykładowca uniwersytecki.

## Życiorys
Jan Piasecki urodził się w 8 lutego 1905 r. W 1921 r. rozpoczął studia w Państwowej Szkole Sztuk Zdobniczych w Poznaniu. Był uczniem Wiktora Gosienieckiego, profesora klasy dekoracji i witrażownictwa. W pierwszych pracach widać wpływ Wyspiańskiego, jednak jedynie w zakresie tematyki, a nie ornamentów i techniki. Jeszcze w czasie studiów wykonał witraże Bolesław Śmiały, Matka Boska Ostrobramska i Legendy Chrystusowe. Ten ostatni został nagrodzony na paryskiej wystawie w 1924 r. wielkim medalem Grand Prix.
W latach 1927–29 był doradcą plastycznym i projektantem Powszechnej Wystawy Krajowej. W tym okresie zdobył wraz z Edmundem Czarneckim III nagrodę w ogólnopolskim konkursie na rozwiązanie polskiej sali honorowej na Światowej Wystawie w Nowym Jorku. W latach 30. był uczestnikiem grup twórczych Plastyka i Salon 35. Po 1945 r. pracował jako scenograf w Teatrze Polskim w Poznaniu. W latach 1947–71 wykładał na Państwowej Wyższej Szkole Sztuk Plastycznych w Poznaniu na Wydziale Grafiki i Architektury Wnętrz, prowadził także pracownię malarstwa ściennego, mozaiki i witrażu.
Piasecki zajmował się malarstwem sztalugowym i monumentalnym, witrażem, mozaiką i scenografią. Znamienną cechą jego malarstwa jest synteza formy, asceza koloru i świetlistość materii malarskiej. Swoje prace eksponował na wystawach indywidualnych i zbiorowych m.in. w Towarzystwie Przyjaciół Sztuk Pięknych w Poznaniu, ZPAP w Poznaniu, w warszawskiej Zachęcie, poznańskim Arsenale, Muzeum Narodowym w Szczecinie. Jest autor znakomitych witraży m.in. w kościołach zabytkowych w Brzeżanach i św. Marcina w Poznaniu oraz w budynkach miejskich w Chorzowie, Katowicach i Rybniku oraz polichromii m.in. ratusza poznańskiego i rozwiązań plastycznych szkoły podstawowej przy ul. Stalingradzkiej w Poznaniu.
Witraże według projektów Piaseckiego wykonywane były w Polichromii Henryka Jackowskiego-Nostitza i Wiktora Gosienieckiego i w pracowni Żeleńskiego w Krakowie.

## Chorzowskie witraże

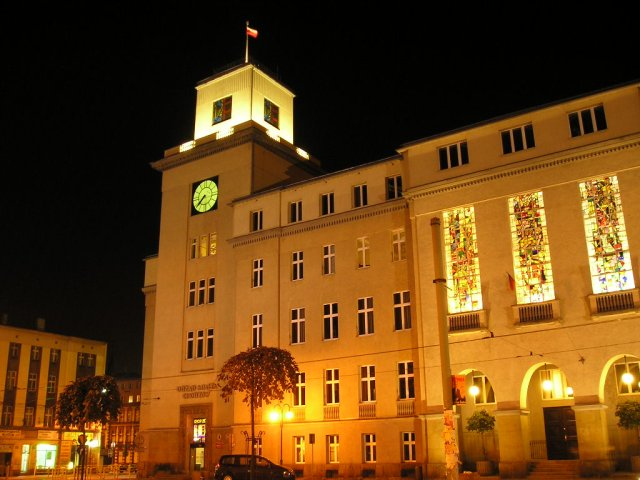
Urząd Miasta Chorzowa z widocznymi witrażami J. Piaseckiego

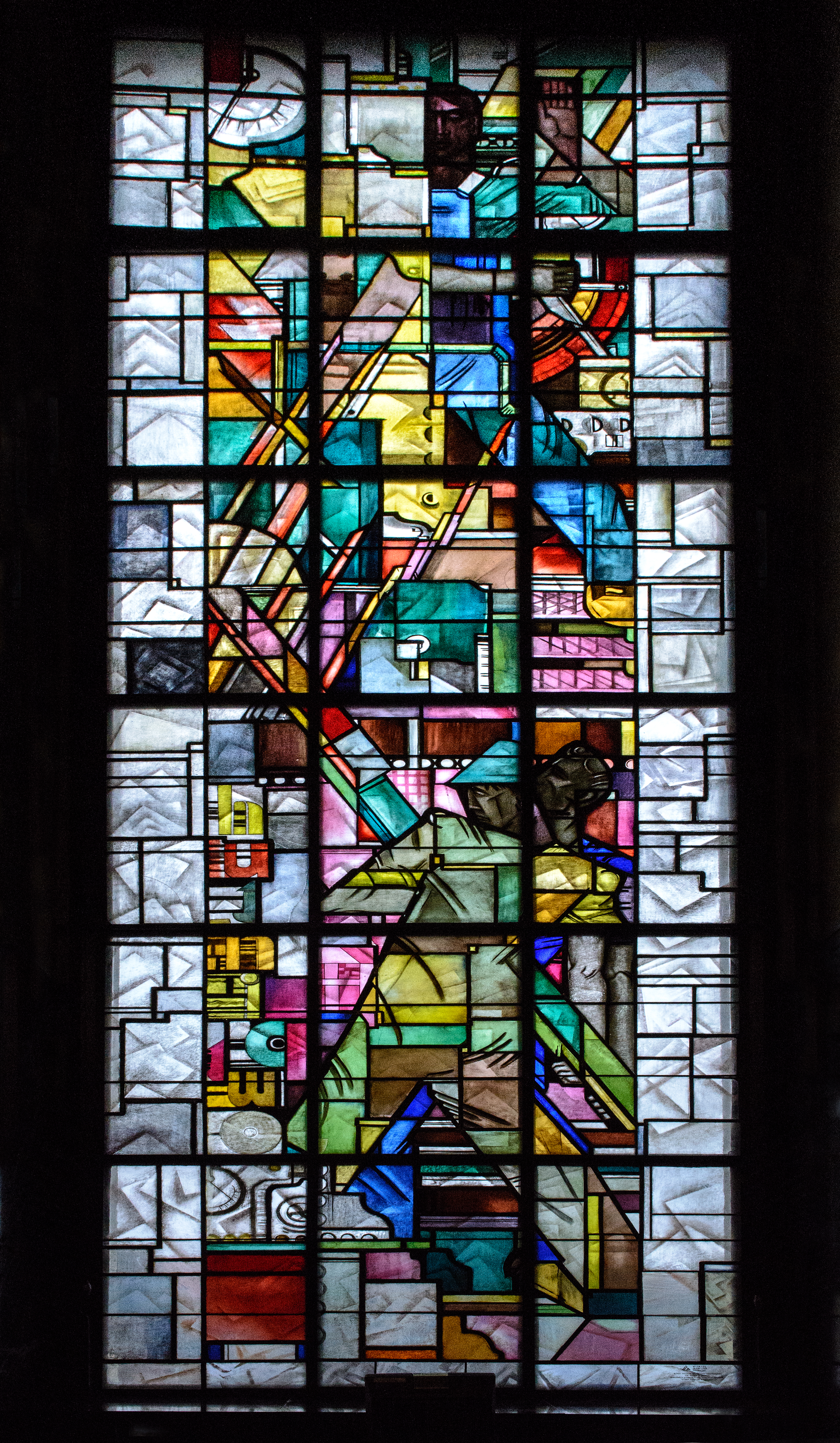
Witraż Hutnictwo, ratusz Królewskiej Huty

Chorzowski ratusz zbudowany został w 1874 r. W latach 1927–1930 przebudowywano go i rozbudowywano wg. planów inż. Karola Schayera i Witolda Eysmontta. Pod koniec 1929 r. magistrat Królewskiej Huty zorganizował konkurs dotyczący wykonania witraży w  reprezentacyjnej sali posiedzeń. Zgłoszono 6 projektów plastycznych: Jana Wałacha, Ludwika Konarzewskiego, Jana Piaseckiego i 3 projekty wykonane przez Zofię Leśniakównę. Początkowo wybrano jeden z projektów Leśniakówny, jednak na wniosek projektanta budynku, inżyniera Schayera, który uzyskał aprobatę prezydenta Wincentego Spaltensteina, ostatecznie zatwierdzono do wykonania projekt Piaseckiego. Witraże wykonała firma S.G. Żeleński z Krakowa. Chorzowskie witraże Piaseckiego są wykonane w stylistyce art déco. We frontowe otwory okienne wbudowano trzy prostokątne witraże, każdy o wymiarach 640 na 215 cm. Ukazują w alegoryczny sposób kluczowe dla regionu gałęzie przemysłu: hutnictwo, górnictwo i handel.
W dorobku polskiego witrażownictwa z okresu międzywojennego nie można doszukać się analogii ze stylistyką chorzowskich witraży. Uproszczona forma i stylizacja geometryczna była pretekstem do stworzenia obrazu. Piasecki pokrył powierzchnię ornamentem kątowym i zastosował linie ukośne oraz zastosował efekt poklatkowy, dzięki czemu uzyskał wrażenie ruchu kopiących, za pomocą kilofa, górników. Podobny styl można zauważyć w dorobku włoskich futurystów. Zastosowany układ różnobarwnych prostokątów tworzonych z linii prostopadłych, cechujących się mocnymi i zróżnicowanymi konturami, przy jednoczesnej asymetrii kompozycji, przywodzi na myśl prace konstruktywistów. Świadome zastosowanie pogrubionego konturu oraz prostej formy jest charakterystyczne dla niemieckiego ekspresjonizmu.

## Wybrane dzieła

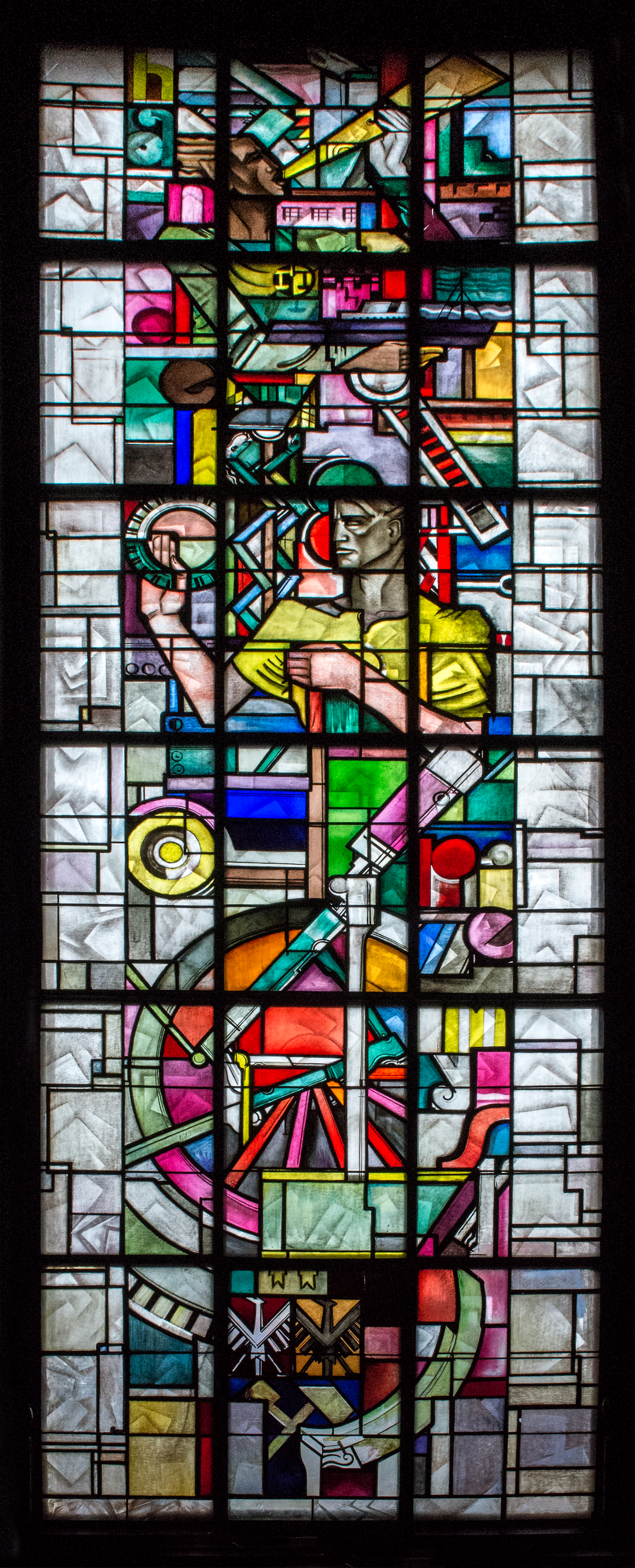
Witraż Handel i Przemysł, ratusz Królewskiej Huty

Witraże wykonane w okresie studiów:
- Bolesław Śmiały
- Matka Boska Ostrobramska
- Legendy Chrystusowe

Cykl 7-miu kartonów dla kościoła ormiańskiego w Brzeżanach:
- Ukrzyżowanie
- Zwiastowanie
- Zesłanie Ducha Świętego
- Zmartwychwstanie
- dwóch patronów kościoła
- Panna Częstochowska

Pięć kartonów dla miasta Rybnik:
- Handel i Przemysł
- Hutnictwo
- Górnictwo
- Rolnictwo
- herb miasta

Trzy kartony dla sali Syndykatu Hut w Katowicach:
- Św. Barbara
- dwa nowoczesne

Pięć kompozycji ilustrujących Psalmistów dla jednego ze zborów ewangelickich pod Wrocławiem.
Trzy 7-metrowe kartony wykonane dla Królewskiej Huty:
- Górnictwo
- Handel i Przemysł
- Hutnictwo